# 1894 год в кино

## События
- 7 января — Уильям Диксон получил патент на кинофильм, а Фред Отт в киностудии «Чёрная Мария» чихает перед кинетоскопом.
- 14 апреля — братья Голланд в зале Кинетоскоп Парлор (1155, Бродвей, Нью-Йорк) провели первую коммерческую презентацию кинетоскопа.
- 6 июня — Чарльз Фрэнсис Дженкинс (англ. Charles Francis Jenkins) показывает фильм публике в Ричмонде, штат Индиана.
- Томас Эдисон работает над звуком в фильмах, над кинетофоном, пытаясь соединить картинку кинетоскопа и звук фонографа.
- Салоны для просмотра кинетоскопа открываются в крупных городах.
- Бирт Акрес придумывает 70 мм формат.

## Фильмы
- «Бой Леонард-Кушинг» (англ. Leonard-Cushing Fight), США (реж. Уильям Диксон).
- «Бой Хорнбакер-Мёрфи» (англ. The Hornbacker-Murphy Fight), США (реж. Уильям Диксон).
- «Боксирующие коты (проф. Уэлтона)» (англ. Boxing Cats (Prof. Welton's)), США (реж. Уильям Диксон).
- «Братья Гленрой, № 2 (англ. Glenroy Bros., No. 2)» , США (реж. Уильям Диксон, Уильям Хейз (англ. William Heise)).
- «Вокруг кабинки» (фр. Autour d'une cabine), Франция (реж. Эмиль Рено).
- «Кайседо (с шестом)» (англ. Caicedo (with Pole)), США (реж. Уильям Диксон).
- «Карменсита» (англ. Carmencita), США (реж. Уильям Диксон).
- «Китайский опиумный притон» (англ. Chinese Opium Den), США (реж. Уильям Диксон).
- «Корбетт и Кортни перед Кинетографом» (англ. Corbett and Courtney Before the Kinetograph), США (реж. Уильям Диксон).
- «Луи Мартинетти, «человек-змея»», США (реж. Уильям Диксон).
- «Мисс Джери» (англ. Miss Jerry), США (реж. Александр Блэк).
- «Необъезженный жеребец» (англ. Bucking Broncho), США (реж. Уильям Диксон).
- «Падение кошки» (англ. Falling Cat), Франция (реж. Этьен-Жюль Маре).
- «Петушиный бой, № 2» (англ. Cock Fight, No. 2), США (реж. Уильям Диксон, Уильям Хейз).
- «Пляска духа племени сиу» (англ. Sioux Ghost Dance), США (реж. Уильям Диксон, Уильям Хейз).
- «Сон у камина (фр. Rêve au coin du feu)», Франция (реж. Эмиль Рено).
- «Спасение из огня» (англ. Fire Rescue Scene), США (реж. Уильям Диксон, Уильям Хейз).
- «Спортсмен с палкой» (англ. Athlete with Wand), США (реж. Уильям Диксон).
- «Сцена в китайской прачечной (Робетта и Доретто, № 2)» (англ. Chinese Laundry Scene (Robetta and Doretto, No. 2)), США (реж. Уильям Диксон, Уильям Хейз).
- «Сэндоу, современный Геркулес» (англ. Souvenir Strip of the Edison Kinetoscope (Sandow No. 1)), США (реж. Уильям Диксон).
- «Сэндоу, № 2» (англ. Sandow No. 2), США (реж. Уильям Диксон).
- «Сэндоу, № 3» (англ. Sandow No. 3), США (реж. Уильям Диксон).
- «Танец бабочки» (англ. Annabelle Butterfly Dance, США (реж. Уильям Диксон).
- «Танец Буффало» (англ. Buffalo Dance), США (реж. Уильям Диксон).
- «Торжественный японский танец» (англ. Imperial Japanese Dance), США (реж. Уильям Диксон, Уильям Хейз).
- «Фред Отт держит птицу» (англ. Fred Ott Holding a Bird), США (реж. Уильям Диксон).
- «Фред Отт. Чихание» (англ. Edison Kinetoscopic Record of a Sneeze), США (реж. Уильям Диксон).
- «Хадж шериф» (англ. Hadj Cheriff), США (реж. Уильям Диксон, Уильям Хейз).
- «Экспериментальный звуковой фильм Диксона (англ. The Dickson Experimental Sound Film))», США (реж. Уильям Диксон).
- «Энни Оукли» (англ. Annie Oakley), США (реж. Уильям Диксон).

## Родились
- 3 января — Сейзу Питтс, американская актриса (умерла в 1963 году).
- 8 февраля — Кинг Видор, американский кинорежиссёр (умер в 1982 году).
- 16 июня — Норман Керри, американский актёр (умер в 1956 году).
- 27 июля — Минтье Клинг (англ. Mientje Kling), датская актриса (умерла в 1966 году).
- 15 сентября — Жан Ренуар, французский кинорежиссёр, актёр, продюсер, сценарист (умер в 1979 году).
- 27 сентября — Олив Телл, американская актриса (умерла в 1951 году).
- 7 октября — Дель Лорд (англ. Del Lord), режиссёр, пионер голливудского кинематографа (умер в 1970 году).
- 20 октября — Олив Томас, американская актриса (умерла в 1920 году).
- 9 ноября — Мэй Марш, американская актриса (умерла в 1968 году).
- 8 декабря — Марта Винот (англ. Marthe Vinot), французская актриса (умерла в 1974 году).